# Ardisia elliptica
Ardisia elliptica là một loài thực vật có hoa trong họ Anh thảo. Loài này được Thunb. mô tả khoa học đầu tiên năm 1789.

## Hình ảnh

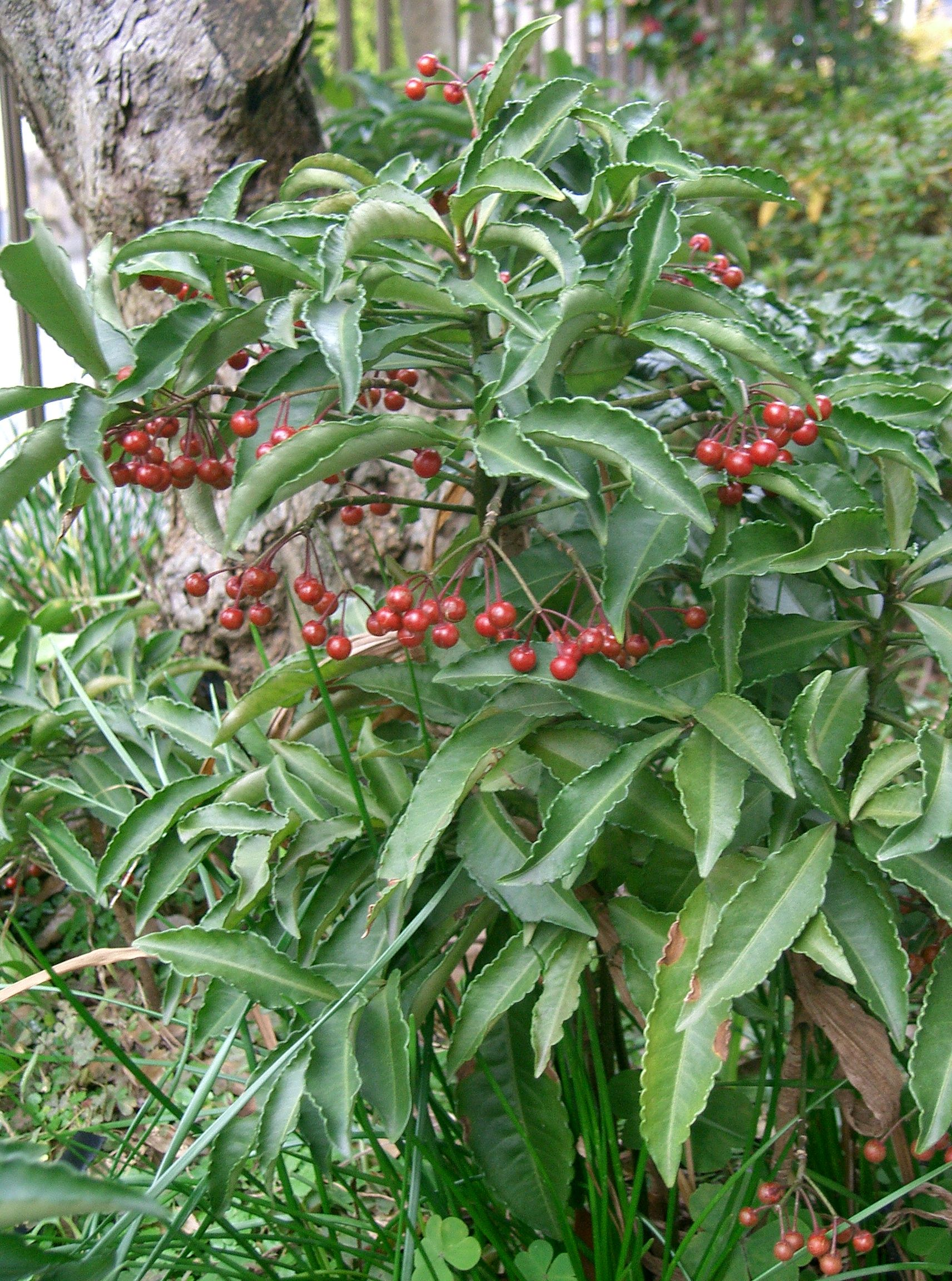
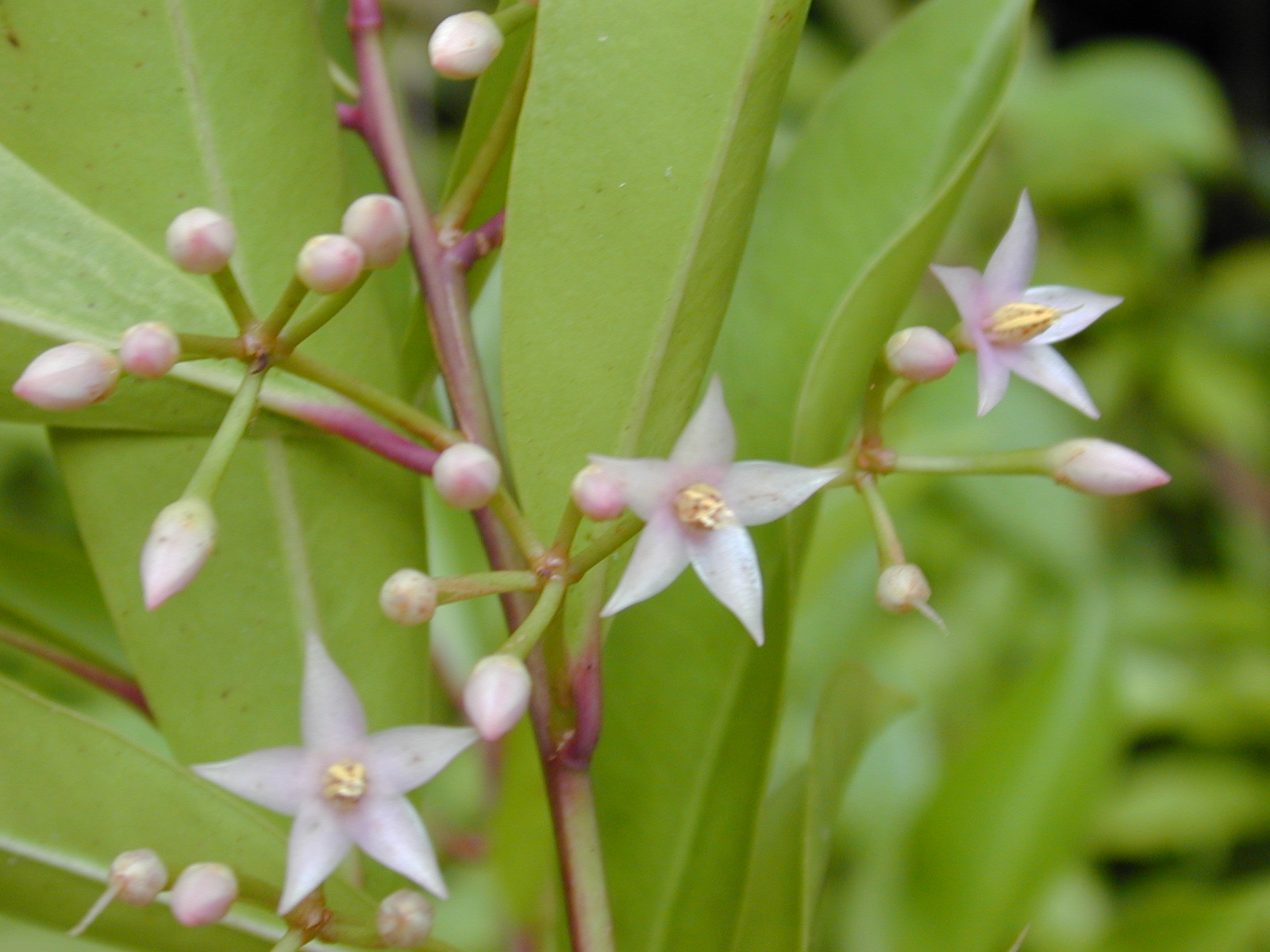
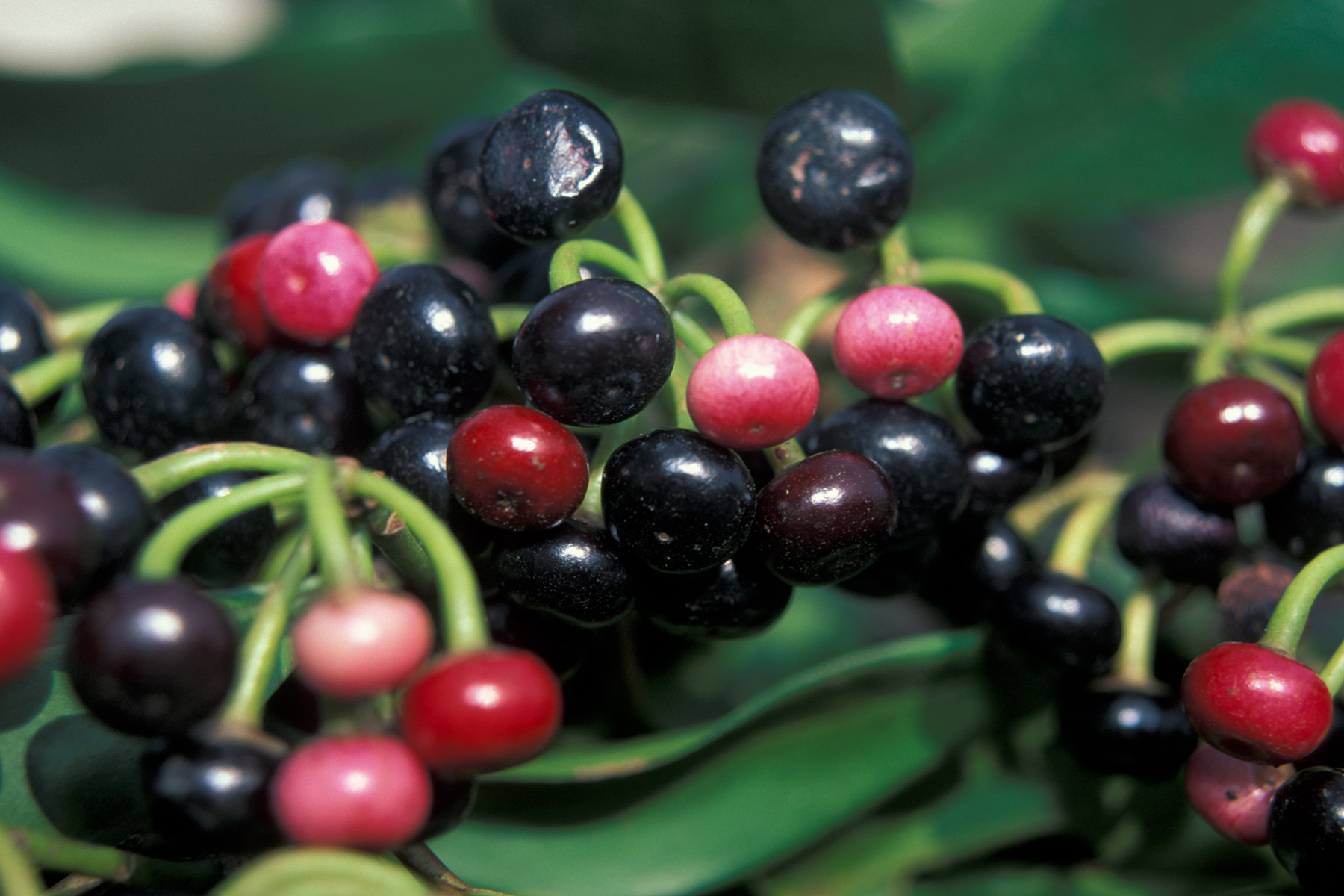
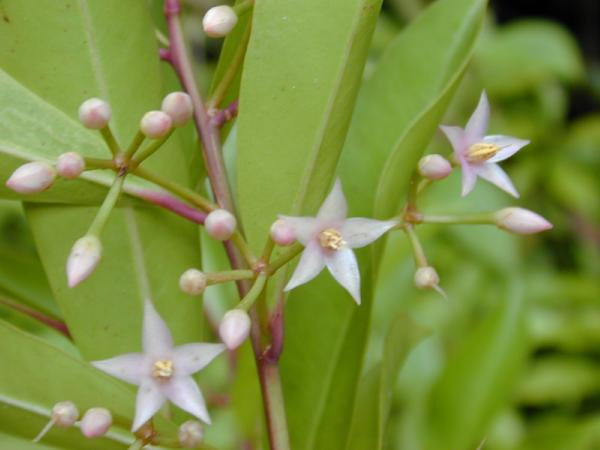